# فتح عينيك (فلم)
فتح عينيك هو فيلم إثارة مصري صدر سنة 2006، من إخراج عثمان أبو لبن، وتأليف محمد حفظي، وإنتاج مي مسحال، ومن بطولة مصطفى شعبان، ونيللي كريم، وخالد صالح، وطلعت زكريا، ويوسف الشريف. تدور أحداث الفيلم حول موظف في وكالة دعاية وإعلان يحقق في مقتل صديقه الصحفي، وخلال بحثه، يكتشف أن منظمة دولية تقف وراء الجريمة، بعدما حاول صديقه فضح أنشطتها التي تهدد الأمن القومي.

## القصة
يبدأ الفيلم بحادثة اغتيال محترفة يقوم بها محترفون لأجل رقاقة إلكترونية ويصفون عائلة كاملة بأسلوب يشابه انفجار جرة غاز داخل الفيلا، إلا أن التغطية الإعلامية للحدث تتناول الحادثة على أنه حادث بسيط بسبب الإهمال مما سبب ذلك الانفجار في منزل خبير الأسلحة المتطورة، يتم التعارف ما بين مندوب مبيعات للإعلانات في مجلة اجتماعية وأحد أباطرة الاقتصاد مجهول الانتماء وبعد حادثة اغتيال صحفي نشيط يقوم البطل بمتابعة خيوط المؤامرة ليكتشفها بنفسه ولولا تدخل الأمن لذهب ضحية هذه المجموعة المخربة وتدور الأحداث حول اتفاقية الأماكن الصناعية المؤهلة (QIZ) ما بين مصر وإسرائيل وأفضلية بعض المستثمرين الذين يهدفون إلى هدم الاقتصاد المصري وذلك إشارة إلى الدول العربية جميعها بسبب أسلوب دولة إسرائيل بمحاربة الاقتصاد العربي وتحطيمه لولا العناية الإلهية، حيث يقوم الأصدقاء في النهاية بالقضاء على ذلك المستثمر وعصابته وتنتهي القصة بنهاية سعيدة يأخذ كل صاحب حق حقه.

## طاقم التمثيل
- مصطفى شعبان بدور علي
- نيللي كريم بدور ياسمين
- خالد صالح بدور سيد
- طلعت زكريا بدور مدحت
- يوسف الشريف بدور الضابط حسام
- خالد زكي بدور مسعد
- بشرى بدور رشا
- صالح عبد النبي بدور شريف
- محمد سليمان بدور الحارس الشخصي القاتل

## روابط خارجية
- مقالات تستعمل روابط فنية بلا صلة مع ويكي بيانات